# Tommy Salo
Tomas Mikael „Tommy” Salo (ur. 1 lutego 1971 w Surahammar, Västmanland) – szwedzki hokeista, reprezentant Szwecji, trzykrotny olimpijczyk. Działacz i trener hokejowy.

## Kariera klubowa
- Surahammars IF J18 (1988-1989)
- Surahammars IF J20 (1988-1989)
- Surahammars IF (1989)
- VIK Västerås J20 (1989-1990)
- IK Westmannia-Köping (1990-1992)
- Västerås IK (1990, 1992-1994)
- Denver Grizzlies (1994-1995)
- Utah Grizzlies (1995-1996)
- New York Islanders (1995-1999)
- Edmonton Oilers (1999-2004)
- Colorado Avalanche (2004)
- Modo Hockey (2004-2005)
- Frölunda HC (2005-2007)

Wychowanek klubu Surahammars IF. W drafcie NHL z 1993 został wybrany przez New York Islanders. Do USA wyjechał w 1994 i grał tam początkowo w lidze IHL, a następnie w NHL w barwach trzech klubów. Łącznie w NHL wystąpił w 12 sezonach, rozegrał 548 meczów. W 2004 powrócił do ojczyzny i przez trzy lata grał w lidze Elitserien. W 2007 zakończył karierę.
Uczestniczył w turniejach zimowych igrzyskach olimpijskich 1994, 1998, 2002, mistrzostw świata edycji 1994, 1997, 1998, 1999, 2000, 2001, 2002, 2003 oraz Pucharu Świata 1996, 2004.

## Kariera trenerska i menedżerska
- Kungälvs IK (2007-2009), główny trener
- IK Oskarshamn (2009), główny trener
- Kungälvs IK (2009-2010), główny trener
- IK Oskarshamn (2010), menedżer generalny
- Leksands IF (2009–2015), menedżer generalny
  -  Leksands IF (2012), asystent trenera
- Hedemora SK (2019-2020), główny trener

Po zakończeniu kariery zawodniczej podjął się pracy trenerskiej i menedżerskiej. Obecnie pełni funkcję szefa sportowego w klubie Leksand. W grudniu 2019 został głównym trenerem klubu Hedemora SK.

## Życie prywatne
W styczniu 2021 został skazany przez szwedzki sąd w Västerås na karę dwóch miesięcy pozbawienia wolności za prowadzenie pojazdu pod wpływem alkoholu i spowodowanie kolizji drogowej w sierpniu 2020 koło Köping.

## Sukcesy
Reprezentacyjne
- Złoty medal zimowych igrzysk olimpijskich: 1994
- Brązowy medal mistrzostw świata: 1994, 1999, 2001, 2002
- Srebrny medal mistrzostw świata:  1997, 2003
- Złoty medal mistrzostw świata: 1998

Klubowe
- Puchar Turnera - mistrzostwo IHL: 1995 z Denver Grizzlies, 1996 z Utah Grizzlies
- Srebrny medal mistrzostw Szwecji: 2006 z Frölundą

Indywidualne
- Elitserien 1992/1993:
  - Pierwsze miejsce w klasyfikacji średniej goli straconych na mecz
- IHL 1994/1995:
  - Garry F. Longman Trophy - najlepszy pierwszoroczniak
  - James Norris Trophy - pierwsze miejsce w klasyfikacji średniej goli straconych na mecz
  - James Gatschne Trophy - Najbardziej Wartościowy Zawodnik (MVP)
  - Pierwszy skład gwiazd
- IHL 1994/1995:
  - James Norris Trophy - pierwsze miejsce w klasyfikacji średniej goli straconych na mecz
  - Pierwszy skład gwiazd
- Mistrzostwa świata w 1997:
  - Najlepszy bramkarz turnieju
  - Skład gwiazd turnieju
- Mistrzostwa świata w 1998:
  - Pierwsze miejsce w klasyfikacji średniej goli straconych na mecz w turnieju
  - Skład gwiazd turnieju
- Mistrzostwa świata w 1999:
  - Najlepszy bramkarz turnieju
  - Skład gwiazd turnieju
- NHL (1999/2000):
  - NHL All-Star Game

Szkoleniowe
- Mistrzostwo Allsvenskan: 2013 z Leksand
- Awans do SHL: 2013 z Leksand

Rekord
- Najwięcej meczów bez straty gola w sezonie w barwach Edmonton Oilers: 8 (1997/1998 i 2000/2001)

Wyróżnienie
- Galeria Sławy szwedzkiego hokeja na lodzie: 2013[6]